# Joseph Anton von Destouches
Joseph Anton von Destouches (* 12. März 1767 in München; † 13. Mai 1832 ebenda) war ein deutscher Dramatiker und Staatsbeamter. Er schrieb ein Dutzend Bühnenstücke, darunter Alix, Gräfin von Toulouse und Die Rache Alberts III. Sein jüngerer Bruder war der Komponist Franz Seraph Destouches.

## Leben und Werk
Destouches wurde 1767 als ältester Sohn des bayerischen Hofkammerrats Joseph des Touches und seiner Ehefrau Sabina in München geboren. 1785–1787 studierte er an der Universität Ingolstadt Jura. Danach trat er in den Dienst des Kurfürstentums und späteren Königreichs Bayern. Während seiner langen Karriere übernahm er zahlreiche Verwaltungsfunktionen: 1790 war er Rentkammerrat in Amberg, 1792 Hofkammerrat, 1797 Kammerfiskal, 1799 Landesdirektionsrat, 1808 Kreisrat des Naabkreises, 1817 Kronfiskal, 1818 Regierungsrat in seiner Geburtsstadt München und 1820 Mitarbeiter des Reichsarchivs, des heutigen Bayerischen Hauptstaatsarchivs. Destouches, der seit 1810 auch korrespondierendes Mitglied der Königlichen Akademie der Wissenschaften war, starb 1832 im Alter von 65 Jahren in München.
Neben seiner Beamtentätigkeit schrieb Destouches zahlreiche Dramen vor allem zu historischen Stoffen. Bereits 1790 veröffentlichte er die Schauspiele Marie von Burgund, Die Patrizier und Bondelmont, 1794 folgte Friedrich IV., Kurfürst von der Pfalz. 1795 erschien Alix, Gräfin von Toulouse, 1798 Der Bürgerfreund und 1804 Die Rache Alberts III., eine Fortsetzung des erfolgreichen Trauerspiels Agnes Bernauerin seines Landsmanns Joseph August von Toerring. 1805 wurde Destouches’ Lustspiel Die Probe der Freyer ohne sein Wissen und unter fremdem Namen in Augsburg gedruckt. Im selben Jahr erschien auch sein Trauerspiel Graf Arco, 1815 dann Fürstenglück und 1820 Zenger. Außerdem veröffentlichte er 1795 eine Rede Über die Verbindung eines guten Kopfes mit einem guten Herzen bei einem Geschäftsmanne, 1803 eine Abhandlung Über den Verfall der Städte und Märkte und 1809 eine Statistische Darstellung der Oberpfalz sowie 1827 Die Haupt- und Residenzstadt-München.

## Grabstätte

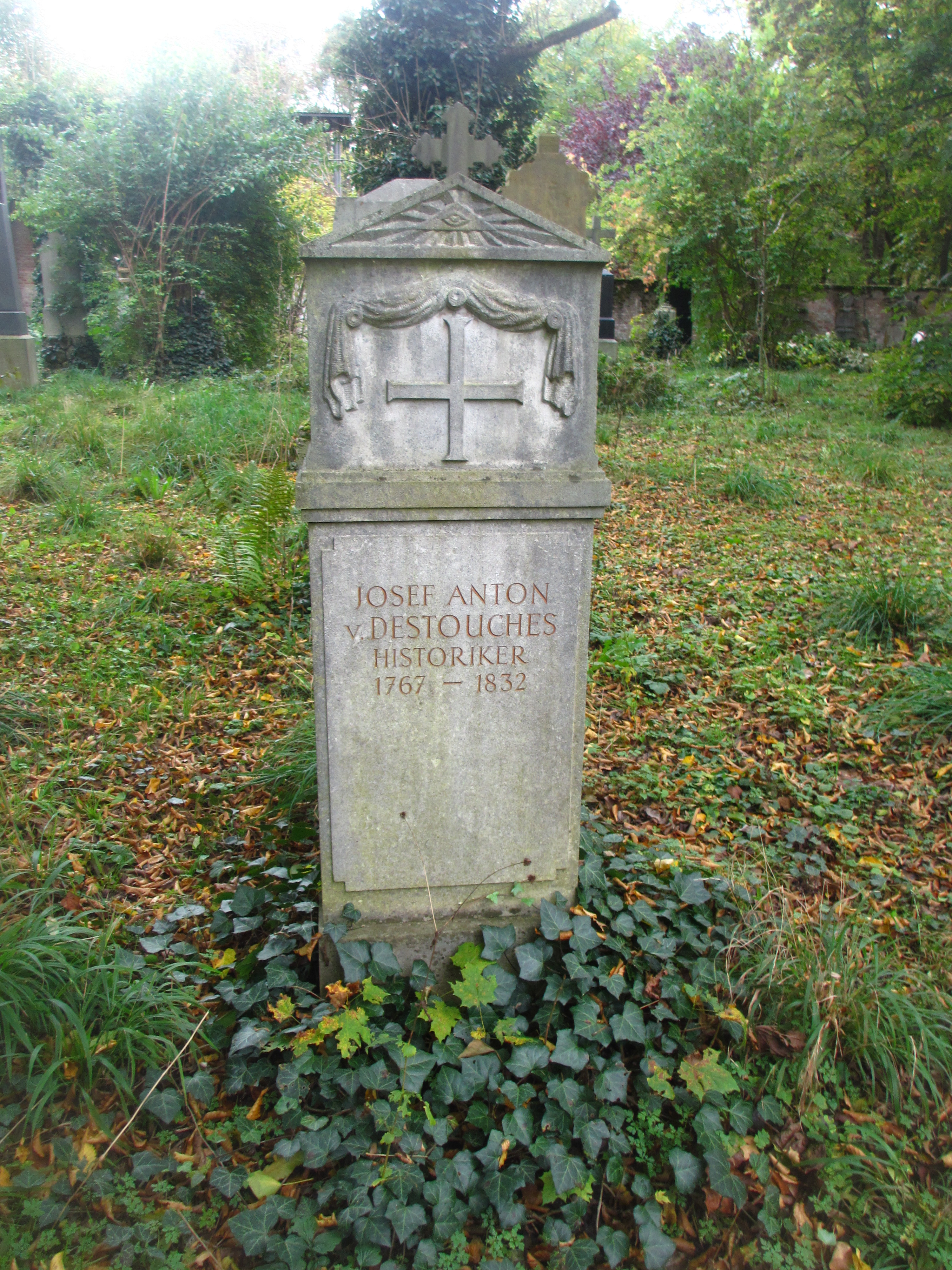
Grab von Josef Destouches auf dem Alten Südlichen Friedhof in München

Die Grabstätte von Josef Destouches befindet sich auf dem Alten Südlichen Friedhof in München (Gräberfeld 21 – Reihe 5 – Platz 2) Standort.

## Familie und Nachkommen
Joseph Anton von Destouches hatte zwei jüngere Brüder, darunter den Komponisten Franz Seraph, für dessen Singspiel Die Thomasnacht er 1791 das Libretto schrieb, und war mit Walpurg von Rauchenstein verheiratet. Sein Sohn Ulrich (1802–1863) war städtischer Bibliothekar in München und verfasste in dieser Eigenschaft die Münchner Stadtchronik, die später von Ulrichs Sohn Ernst (1843–1916) fortgeführt wurde.